# Ulrika Segerberg
Ulrika Segerberg (* 1976 in Eskilstuna, Schweden) ist eine schwedische Künstlerin. Sie lebt in Berlin. Ihre Arbeiten umfassen Malerei, Skulptur, Performances, Video und Musik.

## Leben
Ulrika Segerberg begann ihre künstlerische Ausbildung von 1995 bis 1997 an der Stockholmer Pernby Målarskola. Danach studierte sie von 1997 bis 2001 an der Gerrit Rietveld Akademie in Amsterdam mit dem Abschluss „Bachelor of Art“. Seit 2001 lebt und arbeitet Ulrika Segerberg in Berlin.

## Werk
Segerbergs Bildwelten wechseln zwischen Figuration und Abstraktion, Großformat und Detailreichtum. Die Werke und Texte basieren oft auf existierenden Geschichten und Bildwelten aus Mythen, Volksmärchen und der Populärkultur. In ihren Installationen setzt sie verschiedene Materialien und Medien in Beziehung zueinander, etwa Malerei, Keramikobjekte, Textilarbeiten, Video, Ton und Text.

## Ausstellungen und Performances (Auswahl)
- 2022 Decapitalize Humanity, Deutscher Künstlerbund e.V., Berlin
- 2022 Big Mouth Carousel, zf-projektraum, Berlin
- 2021 WIPE, filmfestival, Flutgraben, Berlin
- 2021 Saloon gli occhi mordenti, auf Einladung von Katrin Plavcak, Wien
- 2020 Kunst im Traum, HilbertRaum, Berlin
- 2020 Prozess_Farbe, Galerie Nordhorn, Nordhorn
- 2019 42theFloor/the Shadow Exploded, dispari&dispari project, Berlin, (solo)
- 2019 M.O.G. / Festival für selbstgebaute Musik, ZKU, Berlin
- 2019 no sentences from words, Kunstsalon im Fluc, Wien
- 2019 Feminal, Gdańska Galeria Güntera Grassa, Gdansk
- 2019 Feminal, Nürnberg House, Krakow
- 2019 FAKE COVERS FOR FAKE MUSIC VOL. II, HilbertRaum, Berlin
- 2018 Horizont - Linie, Raum, Zeit, Neues Kunsthaus, Ahrenshoop
- 2018 Veckad Paviljong, WAVE music and arts festival, Göteborg
- 2017 Raze/Raise, m3 Kunsthalle, Berlin
- 2017 Skulpturparken Ängelsberg, Ängelsberg
- 2016 Monkey Wrench, Galleri 21, Malmö (solo)
- 2016 All that meat and no potatoes, Bar Babette, Berlin
- 2016 Stage Diving, Galleri Syster, Luleå
- 2016 Feelings of my Thatched Hut, Grimmuseum, Berlin
- 2016 dream worlds – Magic, fantasy and dreams from the collection, Västerås Konstmuseum, Västerås
- 2016 Rabenmütter, Lentos Kunstmuseum Linz, Linz
- 2016 History of Painting Revisited, the Function Room, London
- 2016 Locker out of Order, oqbo, Berlin
- 2016 TimeSpace, Pannrummet, Konsthall C, Stockholm
- 2014 Sévres!, Stay Hungry, Berlin (solo)
- 2014 TAZ 3 / Temporary Autonomous Zone / ƒƒ-group, Berlin
- 2014 exhibition, Teatr Studio Galeria, Warsaw
- 2014 Helium, Goldrausch art IT, Kunstfabrik am Flutgraben e.V. Flutgraben, Berlin
- 2014 Symmetrie des Wassers, WUK, Kunsthalle Exnergasse, Wien
- 2014 FLING FLING, ƒƒ-group exhibition, Spor Klübü, Berlin
- 2014 PPP - Pink Paper Project, Konstföreningen Aura, Lund
- 2013 the Performative Minute, KW Institute for Contemporary Art, Berlin
- 2013 Stag, DispariDispari Project, Reggio Emilia (IT)
- 2013 Games, m3 Kunsthalle, Berlin
- 2013 The Oracle: »What is your prophecy for the future?«, ƒƒ-group exhibition, the Wand, Berlin
- 2013 Collaborations, Temporary Autonomous Zone / 2, ƒƒ-group exhibition, Galerie im Körnerpark, Berlin
- 2012 Bei der Arbeit, Galerie der KG FreiRäume, Hallein
- 2012 Cognitio Arsphobiae : Show Therapy, the Wand, Berlin
- 2012 TimeSpace Skogsfestivalen, Skogsfestivalen Åfallet

## Kunst am Bau
- 2024 (Aufbau geplant) Kissed by Baubo, Masthuggskajens Parkinghouse, Göteborg
- 2019 TWIN WIN, Björkåsskolan, Göteborg

## Musik
- 2022 matka, Baumhütte, Song und Video Release
- 2022 matka, Blue Lagoon, Song und Video Release
- 2021 matka, Decay, Song und Video release

## Stipendien / Förderprogramme
- 2022 Swedish Art Grant Committee
- 2019 Region Västmanland, Kultur och Folkbildningsnämnden
- 2019 Längmanska Foundation
- 2018 Swedish Art Grant Committee
- 2014 Helge Ax:son Johnson Foundation
- 2014 Goldrausch Künstlerinnenprojekt art IT, Berlin
- 2008 Swedish Art Grant Committee
- 2008 Ester Lindahl Foundation
- 2006 Västerås City Grant Committee
- 1997 Stiftelsen Ida & Gustav Unman